# Adolf Harless

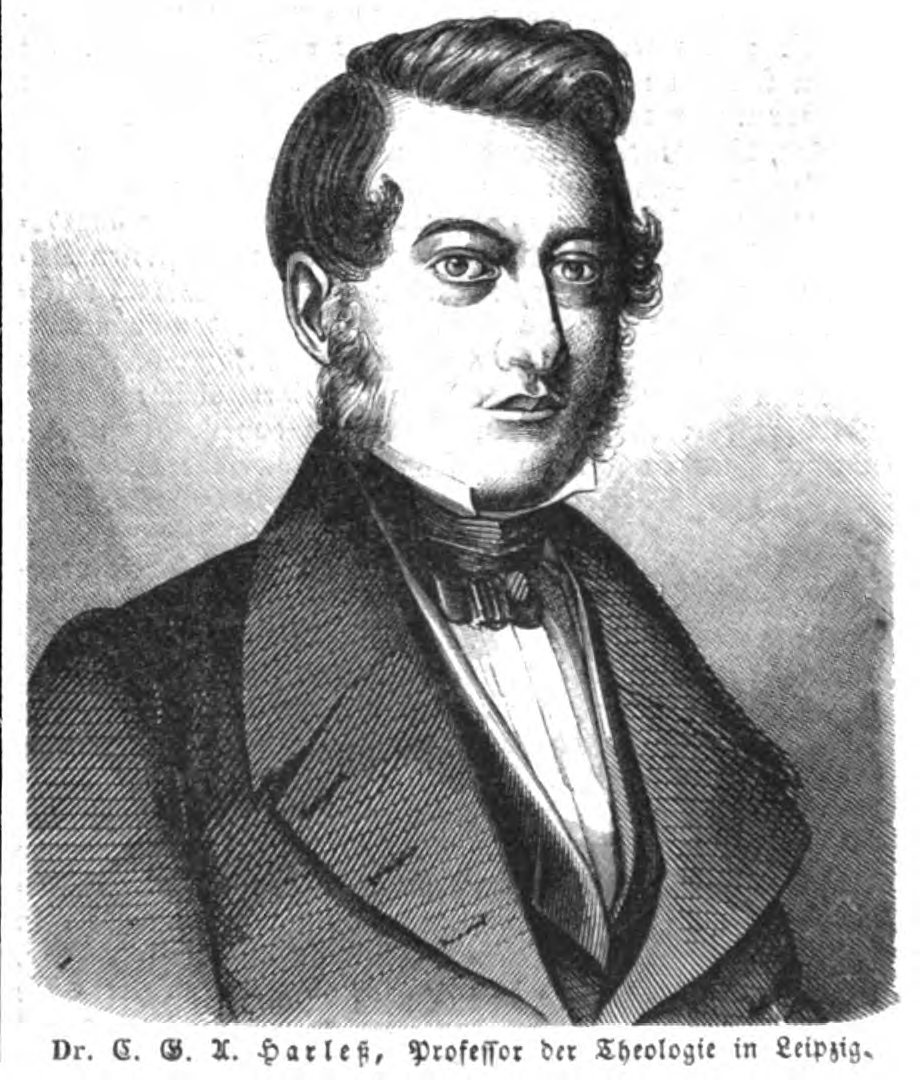
Adolf Harless, 1845 rok

Gottlieb Christoph Adolf von Harless (ur. 21 listopada 1806 w Norymberdze, zm. 7 września 1879 w Monachium) – niemiecki teolog luterański.

## Życiorys
Adolf Harless początkowo interesował się muzyką i poezją, a przede wszystkim literaturą starożytną i klasyczną niemiecką, głównie dziełami Jean Paula. Był obojętny, a nawet wrogi wobec chrześcijaństwa, i postanowił, by nigdy nie studiować teologii. W 1823 podjął studia na Uniwersytecie w Erlangen. Początkowo studiował filologię, później prawo. Żadna z tych nauk nie odpowiadała mu jednak, więc ostatecznie spróbował teologii. Żaden z profesorów nie wywarł na niego decydującego wpływu, z wyjątkiem może G. B. Winera, i jego duchowy rozwój był generalnie niezależny od wykładowców. Próbował zrozumieć przyczyny siły religii chrześcijańskiej w życiu ludzi i historii świata. Sądził, że filozofia Hegla najlepiej odpowiada na to pytanie, jednak później uznał jego system filozoficzny za niesatysfakcjonujący. To poprowadziło go do filozofii Spinozy, w której szukał źródeł filozofii Hegla i Schellinga. Przeniósł się więc na Uniwersytet w Halle, gdzie znaczny wpływ wywarła na niego osobowość Augusta Tholucka. W trakcie swoich studiów teologicznych postanowił zgłębić twórczość antycznych filozofów, Ojców Kościoła, teologów reformacji oraz późniejszych teologów i filozofów, przeanalizować ich poglądy na temat ludzkiej wolności i zła, a następnie spisać rezultat swoich prac. Chociaż praca nigdy nie została opublikowana, wywarła duży wpływ na jego rozwój. Kolejnym impulsem była lektura Myśli Pascala. Mniej więcej w tym czasie uznał, że jego serce nie jest prawe przed Bogiem. Przeanalizował więc dzieła teologów luterańskich i, ku swemu zaskoczeniu, uznał je za zgodne ze swoim doświadczeniem wiary. W sposób szczególny uznał za właściwą luterańską teologię usprawiedliwienia, która stała się głównym punktem jego wiary i teologii.
W 1828 roku Harless powrócił z Halle do Erlangen jako Privatdozent teologii i trzy lata później został profesorem egzegezy Nowego Testamentu. Objęcie przez niego posady miało wpływ nie tylko na historię wydziału teologii w Erlangen, który pod wpływem Harlessa przyjął konserwatywny profil, ale także na całą ortodoksyjną teologię luterańską. W 1836 roku został profesorem zwyczajnym i kaznodzieją uniwersyteckim. Nie przyjął propozycji objęcia posady w Rostocku, Berlinie, Dorpacie czy Zurychu. W 1840 roku został delegatem na zgromadzenie stanowe w Monachium, gdzie bronił praw Kościoła luterańskiego, jednak w 1845 roku jego przeciwnikom udało odsunąć się go na dalszy plan. W tymże roku został jednak profesorem teologii na Uniwersytecie w Lipsku, gdzie jego działalność osiągnęła swój szczytowy punkt. W Saksonii myśl racjonalistyczna była wciąż silna, jednak błyskotliwa osobowość Harlessa i głębokość, z jaką prezentował Ewangelię, pomogła szybko ją zwalczyć i jego wpływ na studentów okazał się nie mniejszy niż w Erlangen. W Lipsku po raz pierwszy wykładał dogmatykę, a także został kaznodzieją w kościele św. Mikołaja.
W 1850 roku przeniósł się do Drezna, gdzie objął wysokie funkcje w Kościele i państwie, jednak dwa lata później został mianowany przez króla Maksymiliana II przewodniczącym konsystorza w jego rodzimej Bawarii. Harless zwalczył tam resztki racjonalizmu i wprowadził nowy śpiewnik reprezentujący punkt widzenia ortodoksyjnego luteranizmu, wprowadzono też, choć nie bez problemów, nowy porządek kościelny. Doszedł do znaczącej pozycji w całym Kościele luterańskim.
W ostatnich latach życia Harless prawie całkowicie utracił wzrok. Zmarł w 1879 roku w Monachium.

## Wybrane dzieła
- Commentar über den Brief Pauli an die Ephesier (Erlangen, 1834)
- Theologische Encyclopädie und Methodologie vom Standpunkte der Protestantischen Kirche (Nuremberg, 1837)
- Christliche Ethik (Stuttgart, 1842)